# 埃尔切条约
埃尔切条约（西班牙語：Tratado de Elche），是卡斯蒂利亚王国与阿拉贡王国于1305年5月19日在阿拉贡王国巴伦西亚埃尔切签订的条约，该条约调整了两国一年前定下的托雷利亚斯条约，将卡塔赫纳等地划分给了卡斯蒂利亚王国，并最终确立了两国在巴伦西亚与穆尔西亚的边境。